# Syngnathus affinis
Syngnathus affinis — вид морських іглиць. Поширені в Західній Атлантиці біля берегів США. Морська тропічна демерсальна риба. Рідкісний вид, що має шанси зникнути завдяки нестачі місць помешкання.